# Bắn súng tại Đại hội Thể thao Đông Nam Á 1981
Bắn súng tại Đại hội Thể thao Đông Nam Á năm 1981 diễn ra từ 7 đến 12 tháng 12 năm 1981 tại khu vực Fort Bonifacio, Manila, Philippines. Giải đấu bao gồm các nội dung súng ngắn và súng trường tiêu chuẩn quốc tế, cả cá nhân và đồng đội. Có tổng cộng 30 nội dung tranh huy chuơng, trong đó 22 nội dung của nam và 8 nội dung của nữ.
Đoàn thể thao Thái Lan thể hiện sức mạnh áp đảo khi giành đến 23 tấm huy chương vàng, đoàn chủ nhà Philippines xếp thứ hai với 3 huy chương vàng.

## Tóm tắt kết quả

### Nam
| Nội dung                            | Vàng                                                            | Vàng      | Bạc              | Bạc   | Đồng               | Đồng  |
| ----------------------------------- | --------------------------------------------------------------- | --------- | ---------------- | ----- | ------------------ | ----- |
| Súng trường hơi cá nhân             | Chaiyod Chinokul                                                | 561 pts   | Ba Htoo          | 553   | Ivor Ratulangi     | 549   |
| Súng trường hơi tiêu chuẩn đồng đội | Thái Lan                                                        | 2.196 pts | Indonesia        | 2.179 | Philippines        | 2.161 |
|                                     |                                                                 |           |                  |       |                    |       |
| Súng trường tiêu chuẩn cá nhân      | C. Thianthong                                                   | 567 pts   | Jose Mundo       | 558   | Kyaw Sein          | 549   |
| Súng trường tiêu chuẩn đồng đội     | Thái Lan                                                        | 2.236 pts | Philippines      | 2.179 | Miến Điện          | 2.145 |
|                                     |                                                                 |           |                  |       |                    |       |
| Súng ngắn đạn tâm cá nhân           | Charoen Pinchinda                                               | 586 pts   | Wisnu Suharyono  | 584   | Bo Shu             | 582   |
| Súng ngắn đạn tâm đồng đội          | Thái Lan                                                        | 2.278 pts | Philippines      | 2.261 | Indonesia          | 2.258 |
|                                     |                                                                 |           |                  |       |                    |       |
| Súng ngắn hơi cá nhân               | Boy Riswanto                                                    | 565 pts   | Somchai Thongsak | 565   | Tawang Ahmad Saufy | 550   |
| Súng ngắn hơi đồng đội              | Thái Lan                                                        | 2.234 pts | Indonesia        | 2.228 | Miến Điện          | 2.207 |
|                                     |                                                                 |           |                  |       |                    |       |
| Súng ngắn tiêu chuẩn cá nhân        | Sirin Wangspa                                                   | 556 pts   | Wisnu Suharyono  | 547   | Nathaniel Padilla  | 537   |
| Súng ngắn tiêu chuẩn đồng đội       | Thái Lan                                                        | 2.183 pts | Indonesia        | 2.140 | Philippines        | 2.117 |
|                                     |                                                                 |           |                  |       |                    |       |
| Súng ngắn bắn nhanh 25 mét cá nhân  | Supote Poungpittana                                             | 586 pts   | Wibowo Suryo     | 584   | Nathaniel Padilla  | 582   |
| Súng ngắn bắn nhanh 25 mét đồng đội | Thái Lan                                                        | 2.315 pts | Philippines      | 2.249 | Singapore          | 2.235 |
|                                     |                                                                 |           |                  |       |                    |       |
| Súng ngắn tự do 50 mét cá nhân      | Somchai Thongsak                                                | 540 pts   | Boy Riswanto     | 536   | Aung Htay          | 524   |
| Súng ngắn tự do 50 mét đồng đội     | Thái Lan                                                        | 2.105 pts | Indonesia        | 2.085 | Miến Điện          | 2.047 |
|                                     |                                                                 |           |                  |       |                    |       |
| Súng trường nhỏ tự do cá nhân       | Manop Leeprasanakul                                             | 1.118 pts | Andi Hendrata    | 1.108 | Albert Adriano     | 1.093 |
| Súng trường nhỏ tự do đồng đội      | Thái Lan                                                        | 4.458 pts | Philippines      | 4.339 | Singapore          | 4.330 |
| Súng nhỏ cá nhân                    | Wisit Pratoumbat                                                | 595 pts   | Jose Medina      | 587   | Mohammed Noor      | 587   |
| Súng nhỏ đồng đội                   | Thái Lan                                                        | 2.353 pts | Philippines      | 2.344 | Singapore          | 2.303 |
|                                     |                                                                 |           |                  |       |                    |       |
| Bắn đĩa bay kiểu Skeet cá nhân      | Pichit Burapavong                                               | 187 pts   | Lee Kum Cheok    | 587   | Yap Melchior       | 587   |
| Bắn đĩa bay kiểu Skeet đồng đội     | Thái Lan                                                        | 536 pts   | Philippines      | 513   | Indonesia          | 497   |
| Bắn đĩa bay kiểu Trap cá nhân       | Lee Kum Cheok                                                   | 182 pts   | Pravit Gajaseni  | 180   | George Earnshaw    | 177   |
| Bắn đĩa bay kiểu Trap đồng đội      | Singapore Lee Kum Cheok · Tan Boon Huat · Frank Oh · Ricky Soon | 536 pts   | Thái Lan ·       | 512   | Philippines        | 510   |

### Nữ
| Nội dung                        | Vàng                   | Vàng      | Bạc                    | Bạc       | Đồng            | Đồng  |
| ------------------------------- | ---------------------- | --------- | ---------------------- | --------- | --------------- | ----- |
| Súng trường tiêu chuẩn cá nhân  | Thiranun Jinda         | 601 pts   | Divina Gracia San Juan | 536       | Herman Guwandi  | 528   |
|                                 |                        |           |                        |           |                 |       |
| Súng ngắn cá nhân               | Aungsumal Jakikasthira | 569 pts   | Lely Sampoerno         | 566       | Theresita Talas | 559   |
| Súng trường hơi 10 mét đồng đội | Indonesia              | 1.681 pts | Thái Lan               | 1.664 pts | Philippines     | 1.652 |
|                                 |                        |           |                        |           |                 |       |
| Súng trường hơi 10 mét cá nhân  | Arlene Rodillado       |           | Suporn Rochangkij      |           | Hermien Guwandi |       |
| Súng trường hơi 10 mét đồng đội | Thái Lan               | 1.083 pts | Indonesia              | 1.076     | Philippines     | 1.062 |
|                                 |                        |           |                        |           |                 |       |
| Súng nhỏ cá nhân                | Chona Gana             | 586 pts   | Thiranun Jinda         | 584       | Sri Suharti     | 576   |
| Súng nhỏ đồng đội               | Philippines            | 1.751 pts | Thái Lan               | 1.716     | Indonesia       | 1.715 |
|                                 |                        |           |                        |           |                 |       |
| Bắn đĩa bay kiểu Skeet đồng đội | Thái Lan               | 536 pts   | Philippines            | 513       | Indonesia       | 483   |

## Medal table
| Hạng               | Đoàn               | Vàng | Bạc | Đồng | Tổng số |
| ------------------ | ------------------ | ---- | --- | ---- | ------- |
| 1                  | Thái Lan (THA)     | 23   | 6   | 1    | 30      |
| 2                  | Philippines (PHI)  | 3    | 11  | 10   | 24      |
| 3                  | Indonesia (INA)    | 2    | 11  | 7    | 20      |
| 4                  | Singapore (SIN)    | 2    | 1   | 4    | 7       |
| 5                  | Myanmar (MYA)      | 0    | 1   | 7    | 8       |
| 6                  | Malaysia (MAS)     | 0    | 0   | 1    | 1       |
| Tổng số (6 đơn vị) | Tổng số (6 đơn vị) | 30   | 30  | 30   | 90      |